# Сант-Анджело-ін-Понтано
Сант-Анджело-ін-Понтано (італ. Sant'Angelo in Pontano) — муніципалітет в Італії, у регіоні Марке, провінція Мачерата.
Сант-Анджело-ін-Понтано розташований на відстані близько 155 км на північний схід від Рима, 60 км на південь від Анкони, 23 км на південь від Мачерати.
Населення — 1464 особи (2014).
Щорічний фестиваль відбувається 10 вересня. Покровитель — святий Миколай da Tolentino.

## Демографія
Населення за роками:

Станом на 1 січня 2023 року в муніципалітеті офіційно проживали 122 іноземці з 18 країн, серед них 30 громадян країн Євросоюзу та 4 громадяни України.

## Сусідні муніципалітети
- Фалероне
- Гуальдо
- Лоро-Пічено
- Монтаппоне
- Пенна-Сан-Джованні
- Рипе-Сан-Джинезіо
- Сан-Джинезіо